# Olympische Sommerspiele 1956/Teilnehmer (Indonesien)
| Gelbes Symbol für Goldmedaillen mit stilisierten Olympischen Ringen | Graues Symbol für Silbermedaillen mit stilisierten Olympischen Ringen | Braundes Symbol für Bronzemedaillen mit stilisierten Olympischen Ringen |
| ------------------------------------------------------------------- | --------------------------------------------------------------------- | ----------------------------------------------------------------------- |
| —                                                                   | —                                                                     | —                                                                       |

Indonesien nahm an den Olympischen Sommerspielen 1956 im australischen Melbourne mit einer Delegation von 22 Sportlern, zwanzig Männer und zwei Frauen, an elf Wettkämpfen in sechs Sportarten teil.
Es war die zweite Teilnahme Indonesiens an Olympischen Sommerspielen.
Jüngster Athlet war der Schwimmer Habib Nasution (20 Jahre und 17 Tage), ältester Athlet war der Fußballspieler Oros Witarsa (40 Jahre und 39 Tage).

## Teilnehmer nach Sportarten

### Fechten
Herren
- Siha Sukarno
  - Degen

Runde eins: Gruppe zwei, zwei Duelle gewonnen – fünf verloren, 19 Treffer erzielt – 25 Treffer erlitten, Rang sechs, nicht für das Viertelfinale qualifiziert
1:5-Niederlage gegen Berndt-Otto Rehbinder aus Schweden
1:5-Niederlage gegen Günter Stratmann aus Deutschland
5:0-Sieg gegen Ivan Lund aus Australien
1:5-Niederlage gegen Jacques Debeur aus Belgien
2:5-Niederlage gegen Revaz Tsirek'idze aus der Sowjetunion
3:5-Niederlage gegen Emiliano Camargo aus Kolumbien
5:0-Sieg gegen Masayuki Sano aus Japan
  - Säbel

Runde eins: Gruppe vier, kein Duell gewonnen – fünf verloren, sieben Treffer erzielt – 25 Treffer erlitten, Rang sechs, nicht für das Viertelfinale qualifiziert

### Fußball
Herren
- Ergebnisse
Rang fünf
Qualifikation: kampflos weiter
Achtelfinale: kampflos weiter
Viertelfinale: 0:0-Unentschieden gegen die Sowjetunion
Viertelfinale (Wiederholungsspiel): 0:4-Niederlage gegen die Sowjetunion
- Kader
Achad Arifin
Ashari Danoe
Jasrin Jusron
Kiat Sek Kwee
Phwa Sian Liong
Rusli Ramang
Mohamed Rashjid
Maulwi Saelan
Chairuddin Siregar
Ling Houw Tan
Him Tjiang Thio
Oros Witarsa
Ramlan Yatim

### Gewichtheben
Herren
- Liem Kim Leng
  - Federgewicht

Finale: 292,5 kg, Rang 15
Militärpresse: 87,5 kg, Rang 18
Reißen: 92,5 kg, Rang elf
Stoßen: 112,5 kg, Rang 14

### Leichtathletik
Herren
- Jalal Gozal
  - 100 Meter Lauf

Runde eins: ausgeschieden in Lauf fünf (Rang fünf), 10,9 Sekunden (handgestoppt), 11,09 Sekunden (automatisch gestoppt)

- I Gusti Putu Okamona
  - Hochsprung

Qualifikationsrunde: 1,82 Meter, Rang 27, nicht für das Finale qualifiziert
1,78 Meter: gültig, ohne Fehlversuch
1,82 Meter: gültig, zwei Fehlversuche
1,88 Meter: ungültig, drei Fehlversuche

- Maridjo Wirjodemedjo
  - Hochsprung

Qualifikationsrunde: 1,82 Meter, Rang 24, nicht für das Finale qualifiziert
1,70 Meter: gültig, ohne Fehlversuch
1,78 Meter: gültig, ohne Fehlversuch
1,82 Meter: gültig, ohne Fehlversuch
1,88 Meter: ungültig, drei Fehlversuche

### Schießen
Herren
- Lukman Saketi
  - Schnellfeuerpistole

Finale: 522 Punkte, 59 Treffer, Rang 30
Runde eins: 255 Punkte, 29 Treffer, Rang 34
Runde zwei: 267 Punkte, 30 Treffer, Rang 29

### Schwimmen
Damen
- Martha Gultom
  - 100 Meter Rücken

Runde eins: ausgeschieden in Lauf drei (Rang acht), 1:21,7 Minuten

- Ria Tobing
  - 200 Meter Brust

Runde eins: ausgeschieden in Lauf zwei (Rang acht), 3:14,2 Minuten

Herren
- Habib Nasution
  - 100 Meter Freistil

Runde eins: ausgeschieden in Lauf vier (Rang fünf), 1:00,1 Minuten
  - 400 Meter Freistil

Runde eins: ausgeschieden in Lauf zwei (Rang fünf), 4:44,0 Minuten